# Baggersee Greffener Mark
Der Baggersee Greffener Mark ist ein 41,9 Hektar großes Naturschutzgebiet nördlich von Greffen, einem Ortsteil im ostwestfälischen Harsewinkel in Nordrhein-Westfalen, Deutschland, und wurde zum 24. Februar 1997 unter Schutz gestellt. Die amtliche Schlüsselnummer lautet GT-029.
Das Naturschutzgebiet umfasst zwei Gewässer, die durch Abgrabungen entstanden sind. Das östliche Gewässer wurde bereits rekultiviert und von Wald – zumeist Erlen – umgeben. Am Rande des Gewässers findet man Schwimmblatt- und Unterwasservegetation. Am südlichen Rand ist ein Saum von Röhricht. Im Norden des Sees wachsen zusätzlich Pioniergehölze. Im Südwesten schließt sich ein Sandmagerrasen an. Abgetrennt durch den Tatenhauser Weg liegt ein Kiefermischwald mit zwei kleinen Seen.
In den trockenen Ufergebieten der Seen finden sich gefährdete Pflanzenarten, wie das Braune Schnabelried oder die Vielstängelige Sumpfbinse. Auch die Glockenheide, der Gemeine Sumpf-Bärlapp und das Mittlere Sonnentau findet hier einen Lebensraum. Im Naturschutzgebiet finden sich weiterhin der Zwergtaucher, der Flussregenpfeifer, der Flussuferläufer und der Waldwasserläufer.